# Duane Chapman
Duane Lee Chapman (Denver, Colorado; 2 de febrero de 1953), también conocido como Dog el Cazarrecompensas, es una personalidad de la televisión estadounidense, delincuente convicto, cazarrecompensas y exfiador.
En 1976, Chapman fue declarado culpable de asesinato en primer grado y sentenciado a cinco años en una prisión de Texas. Chapman estaba esperando en un automóvil para huir cuando su amigo mató de un disparo a Jerry Oliver, de 69 años, en una lucha durante un trato para comprar cannabis. Chapman sirvió 18 meses en la Penitenciaría del Estado de Texas en Huntsville.
Chapman saltó a la fama internacional como cazarrecompensas cuando en 2003 capturó al heredero de Max Factor Andrew Luster en México. Al año siguiente tuvo su propia serie, Dog, el cazarrecompensas, en A&E. Tras finalizada la serie en 2012, Chapman apareció en Dog and Beth: On the Hunt (2013-2015), un programa de televisión en CMT de formato similar, junto a su esposa y socia comercial, la fallecida Beth Chapman. Su serie Dog's Most Wanted, debutó en WGN America a fines de 2019.

## Biografía
Chapman nació el 2 de febrero de 1953 en Denver, Colorado, hijo de Wesley Duane Chapman (1930-2000), un soldador (durante la infancia de Dog) que luego se convirtió en fiador, y Barbara Darlene Chapman (apellido de nacimiento Cowell; 1934-1994), una maestra de escuela dominical y ministra de la confesión pentecostal Assemblies of God. Tiene tres hermanos: Jolene Kaye Martínez, Michael Chapman y Paula Hammond. Chapman es de ascendencia alemana e inglesa por parte de su padre, y de ascendencia inglesa y chiricahua por parte de su madre.
A la edad de 15 años, Chapman se unió a Devils Diciples, un club de motociclistas fuera de la ley, y se escapó de casa. En 1976, fue declarado culpable de asesinato en primer grado y sentenciado a cinco años en una prisión de Texas. Había estado esperando en un automóvil para huir cuando su amigo disparó y mató a Jerry Oliver, de 69 años, en una lucha durante un trato para comprar cannabis.
Chapman sirvió 18 meses en la Penitenciaría del Estado de Texas en Huntsville. Mientras estaba en prisión, su primera esposa, LaFonda, se divorció de él y se casó con su mejor amigo. Durante su encarcelamiento, hizo trabajo de campo y actuó como el barbero del alcaide. En una entrevista de 2007 para Fox News, Chapman afirmó que mientras cumplía su condena, detuvo a un recluso a punto de recibir un disparo por intentar escapar, y un comentario de felicitación de un oficial de la correccional lo inspiró a convertirse en un cazarrecompensas. Chapman fue puesto en libertad condicional en enero de 1979.
Como resultado de su condena por delito grave, a Chapman no se le permite poseer armas de fuego y se le ha negado la entrada al Reino Unido.

## Carrera

### Captura de Andrew Luster
El 18 de junio de 2003, Chapman fue noticia internacional cuando capturó a Andrew Luster, heredero de la línea de cosméticos Max Factor, quien había huido de los Estados Unidos en medio de su juicio por cargos de drogar y violar a varias mujeres. Luster había sido condenado in absentia por 86 cargos, incluidos múltiples cargos de violación relacionados con agresiones en 1996, 1997 y 2000. Chapman fue asistido por su equipo cazarrecompensas que consistía en su hijo, Leland, y un asociado, Tim Chapman (sin ningún parentesco con Duane). Los tres cazarrecompensas capturaron a Luster en Puerto Vallarta, México, donde habían estado viviendo con nombres falsos. En su camino para llevar a Luster y San Diego a la cárcel, la policía mexicana los detuvo y los cuatro fueron encarcelados. Dog y Leland fueron arrestados bajo sospecha de consumo de drogas. Una vez que las autoridades confirmaron la identidad de Luster, fue enviado a California para enfrentar su sentencia de 125 años.
Chapman y su equipo, una vez fuera de la cárcel bajo fianza, siguieron el consejo de su abogado y huyeron de la jurisdicción, convirtiéndose así en saltadores de fianzas internacionales. El 14 de septiembre de 2006, días antes de que expirara la prescripción, Chapman, junto con su hijo Leland y su socio Tim, fueron arrestados y encarcelados en Honolulu en nombre del gobierno mexicano. Las autoridades mexicanas habían acusado a los tres de «privación de libertad» debido al arresto de Andrew Luster en 2003, porque la caza de recompensas es ilegal en México. Como no obtuvieron permiso para salir del país mientras estaban en libertad bajo fianza en 2003, el gobierno mexicano declaró a los tres Chapman prófugos de la justicia y trató de que fueran extraditados a México para su sentencia.
Los tres hombres fueron liberados bajo fianza ($300.000 para Duane Chapman, $100.000 cada uno para Leland Chapman y Tim Chapman). El abogado principal de Chapman, Brook Hart, supuestamente planeó argumentar que aunque el cargo que enfrentó Chapman es un delito menor en México,[cita requerida] cuando se tradujo al inglés, el cargo de secuestro se convirtió en un delito grave según la ley estadounidense. Las autoridades mexicanas desestimaron el reclamo de Hart e insistieron en que, de hecho, Chapman había sido acusado de un delito grave. Se fijó una audiencia de extradición para el 16 de noviembre de 2006.
Chapman ha especulado que su arresto se debió en parte a un posible acuerdo de intercambio de prisioneros entre las autoridades mexicanas y estadounidenses. Según Chapman, los agentes federales «lo vendieron», cambiándolo por un narcotraficante mexicano convicto.  El 11 de octubre de 2006, surgieron informes de una carta abierta fechada el 26 de septiembre de 2006, enviada en nombre de Chapman por 29 congresistas republicanos a la Secretaría de Estado de los Estados Unidos Condoleezza Rice. La carta expresaba la oposición a la extradición de Chapman y solicitaba que Rice rechazara la solicitud de México. Posteriormente, el 20 de octubre de 2006, los abogados de Chapman dijeron que el tribunal federal mexicano les había otorgado una orden que detuvo el caso penal contra el cazarrecompensas hasta que se reunieran más pruebas y testimonios de testigos.
El 16 de febrero de 2007, un tribunal federal mexicano dictaminó que no había razón para no juzgar a Chapman por el cargo de privación de libertad en México. En respuesta, el 23 de febrero, once representantes del estado de Hawái presentaron la Resolución Concurrente 50 de la Cámara, "Solicitando al Presidente de México y al Juzgado Segundo de Distrito de Guadalajara que retiren los cargos de extradición contra el Cazarrecompensas de TV, Duane 'Dog' Chapman". La resolución fue aprobada por el comité de Asuntos Internacionales el 7 de marzo.
Durante este tiempo, Chapman apareció en numerosos programas de televisión y radio. Algunos de estos incluyen: Larry King Live, Greta Van Susteren, Fox 6 News San Diego y The Glenn Beck Program. El medio de noticias de Honolulu KHNL informó el 1 de agosto de 2007 que la orden de arresto emitida contra Chapman y sus asociados podría quedar invalidada, ya que un tribunal mexicano había determinado que el plazo de prescripción con respecto al arresto había expirado. La orden legal de 15 páginas fue publicado en español, y fue traducido y verificado con respecto a su exactitud legal. El 2 de agosto de 2007, el Primer Juzgado Penal de Puerto Vallarta, México, desestimó todos los cargos penales pendientes contra Duane, Leland y Tim Chapman, alegando que el plazo de prescripción había expirado. La orden canceló efectivamente todos los cargos pendientes pero la fiscalía apeló el fallo. El 5 de noviembre de 2007, el juez federal Barry Kurren desestimó el intento de extradición, diciendo que aunque los casos fueron apelados, el trío ya no está acusado de ningún delito.

### Series de televisión

#### Dog, el cazarrecompensas
Chapman, después de décadas de trabajar como cazarrecompensas, apareció en Take This Job, un programa sobre personas con ocupaciones inusuales. Esto lo llevó a él y a la compañía productora del programa a hacer un spin-off sobre su trabajo, en particular los esfuerzos de Chapman por capturar a Andrew Luster en Puerto Vallarta, México. Después del encarcelamiento de Luster, Chapman fue entrevistado para el episodio del 28 de agosto de 2003 de la serie de televisión en truTV Dominick Dunne's Power, Privilege, and Justice. A estas alturas, el perfil de Chapman había llamado la atención del público estadounidense. Fue durante este tiempo que A&E decidió crear un reality show en torno a su trabajo de cazarrecompensas. El 30 de agosto de 2004, la primera serie de Dog, el cazarrecompensas hizo su debut televisivo, con una duración de ocho temporadas antes de ser cancelada en 2012. El tema principal de la serie fue interpretado por Ozzy Osbourne.

#### Dog and Beth: On the Hunt
El 25 de septiembre de 2012, CMT anunció que había ordenado un nuevo reality show que comenzaría a transmitirse en abril de 2013. La nueva serie, titulada Dog and Beth: On the Hunt, contó con Chapman, su esposa Beth y el hijo de Chapman, Leland, quienes visitaban agencias de fianzas fallidas en todo el país, dándoles consejos sobre cómo mejorar su negocio y ayudando en la captura de sus fugitivos más buscados.
El episodio piloto del programa mostró a Chapman y su hijo Leland trabajando juntos por primera vez desde que Leland dejó el programa anterior en 2012. El programa duró tres temporadas, hasta su cancelación en 2016.

#### Dog's Most Wanted
En 2019, se lanzó una serie adicional con Dog y Beth llamada Dog's Most Wanted, que duró una sola temporada.

#### Dog Unleashed
Su nueva serie, Dog Unleashed, fue cancelada en 2021, antes de que saliera al aire en la plataforma de transmisión Unleashed.

### Otros trabajos
En septiembre de 2021, Chapman se involucró en la persecución de Brian Laundrie tras el asesinato de Gabby Petito.

### Libros
En 2007, Chapman publicó su autobiografía, You Can Run, But You Can't Hide (en coautoría con Laura Morton). El libro debutó en el número uno de la lista de best sellers del New York Times.
Su segundo libro, Where Mercy Is Shown, Mercy Is Given se publicó en 2010, también en coautoría con Morton.

### Apariciones
- Chapman apareció con su esposa Beth en el especial de Criss Angel Mindfreak. Ató a Criss Angel a una silla y lo metió en una bañera de hidromasaje. Después de cuatro minutos, Criss aflojó las ataduras pero no pudo liberarse por completo.
- Apareció como él mismo en un episodio de George Lopez, en el que George va al vecindario de su madre para recoger a su perro y conoce a "Dog".
- Apareció como él mismo en el episodio final de la temporada dos de la serie My Name Is Earl, capturando a Joy Darville en México.
- Chapman y Beth asistieron a la boda de Gene Simmons con Shannon Tweed en la serie Gene Simmons Family Jewels.
- Chapman y Beth hicieron apariciones como ellos mismos en la serie de televisión canadiense Corner Gas en 2008.[41]
- Duane, Beth, Leland y Lyssa Chapman aparecen en el segmento de precréditos del episodio de Hawaii Five-0 "Na Ki'i", en el que Duane Chapman interactuó brevemente con Steve McGarrett (Alex O'Loughlin). Duane hace cameos adicionales a lo largo de la temporada 6, con un papel recurrente en la temporada 7.
- Tiene un cameo en la película Sharknado: The 4th Awakens, como comerciante de motosierras.
- Chapman aparece en el episodio "Secrets in Room 120" de la serie HLN Lies, Crimes & Video, donde es entrevistado sobre Ralph Shortey y su arresto en 2017.

## Controversia
A principios de octubre de 2007, Chapman fue motivo de críticas luego de que se filtrara a los medios de comunicación una conversación telefónica privada entre él y su hijo, Tucker. La conversación fue sobre la relación que su hijo tenía con una mujer negra. Durante la grabación, se puede escuchar a Chapman diciendo «No me importa si es mexicana, puta o lo que sea. No es porque sea negra, es porque usamos la palabra nigger a veces aquí. No voy a correr el riesgo de perder todo lo que he trabajado durante 30 años porque una maldita negra nos escuchó decir "nigger" y nos entregó a la revista Enquirer. ¡Nuestra carrera ha terminado! ¡No voy a correr ese riesgo en absoluto! ¡Nunca en la vida! ¡Nunca! ¡Nunca! Si Lyssa [la hija de Dog] estuviera saliendo con un negro, todos diríamos "¡vete a la mierda!" Y lo sabes. Si Lyssa trajo a un chico negro a casa ya da da... no es que sean negros, no es nada de eso. Es que usamos la palabra nigger. No queremos decir que seas un maldito negro sin alma. No queremos decir esa mierda. Pero Estados Unidos pensaría que queremos decir eso. Y no nos arriesgaremos a perder todo lo que tenemos por un insulto racial porque nuestro hijo sale con una chica así. No puedo hacer eso Tucker. No puedes esperar que Gary, Bonnie, Cecily, todos esos niños pequeños [inaudible] porque "estoy enamorado hace 7 meses", ¡al diablo con eso! Entonces, te ayudaré a conseguir otro trabajo, pero no puedes trabajar aquí a menos que termines con ella y ella esté fuera de tu vida. No puedo manejar esa mierda. Los tengo en el estacionamiento tratando de grabarnos. Tengo a esa chica diciendo que usará una grabadora...». Una vez que el audio se hizo público, A&E anunció que suspendería la producción de la serie de Chapman en espera de una investigación. El 31 de octubre de 2007, Chapman ofreció una disculpa pública, pero el 2 de noviembre de 2007, A&E anunció que, no obstante, cancelaría el programa.
El 21 de diciembre de 2007, Roy Innis, presidente del Congreso de Igualdad Racial y miembro de la junta de gobierno de la Asociación Nacional del Rifle y uno de los primeros en pedir al canal A&E que cancele el programa, se reunió con Alicia Colon del New York Sun y Chapman. Más tarde, Innis dijo: «Después de reunirnos con él y su esposa, Beth, y escuchar su versión de la historia, nos dimos cuenta de que la controversia se había salido de control injustamente y sin contexto. Duane se ha hecho cargo del daño de sus palabras y ha asumido la responsabilidad de ser un sanador racial para nuestro país... He estado con este hombre varias veces y he tenido extensos diálogos con él. Lo considero a él y a su esposa buenos amigos. Duane es un hombre cambiado y tiene un propósito más elevado. La televisión popular es un páramo de sobreexcitación y degradación sin sentido. El potencial de Dog para tomar su celebridad y convertirlo en algo redentor para nuestra cultura y sociedad es inmenso. Es por estas razones que queremos que su programa de televisión vuelva al aire».
El 19 de febrero de 2008, A&E anunció que el programa de televisión de Chapman volvería a producirse.

## Vida personal
Chapman tiene dos hijos con su primera esposa La Fonda Sue Darnell (apellido de nacimiento Honeycutt; nacida en 1953), siendo estos Duane Lee Chapman, II (nacido el 21 de enero de 1973) y Leland Blane Chapman (nacido el 14 de diciembre de 1976). Se casó con La Fonda en Pampa, Texas, el 1 de abril de 1972 y permanecieron casados hasta el 27 de octubre de 1977; La Fonda solicitó el divorcio después de Chapman fuera declarado culpable de asesinato en primer grado y se le otorgó la custodia de Duane Lee y Leland. A Chapman se le otorgó la custodia de los niños luego de que éstos comenzaron a involucrarse en el crimen y fueron colocados en hogares de acogida. Ambos hijos trabajarían con Chapman y aparecerían en televisión junto a su padre.

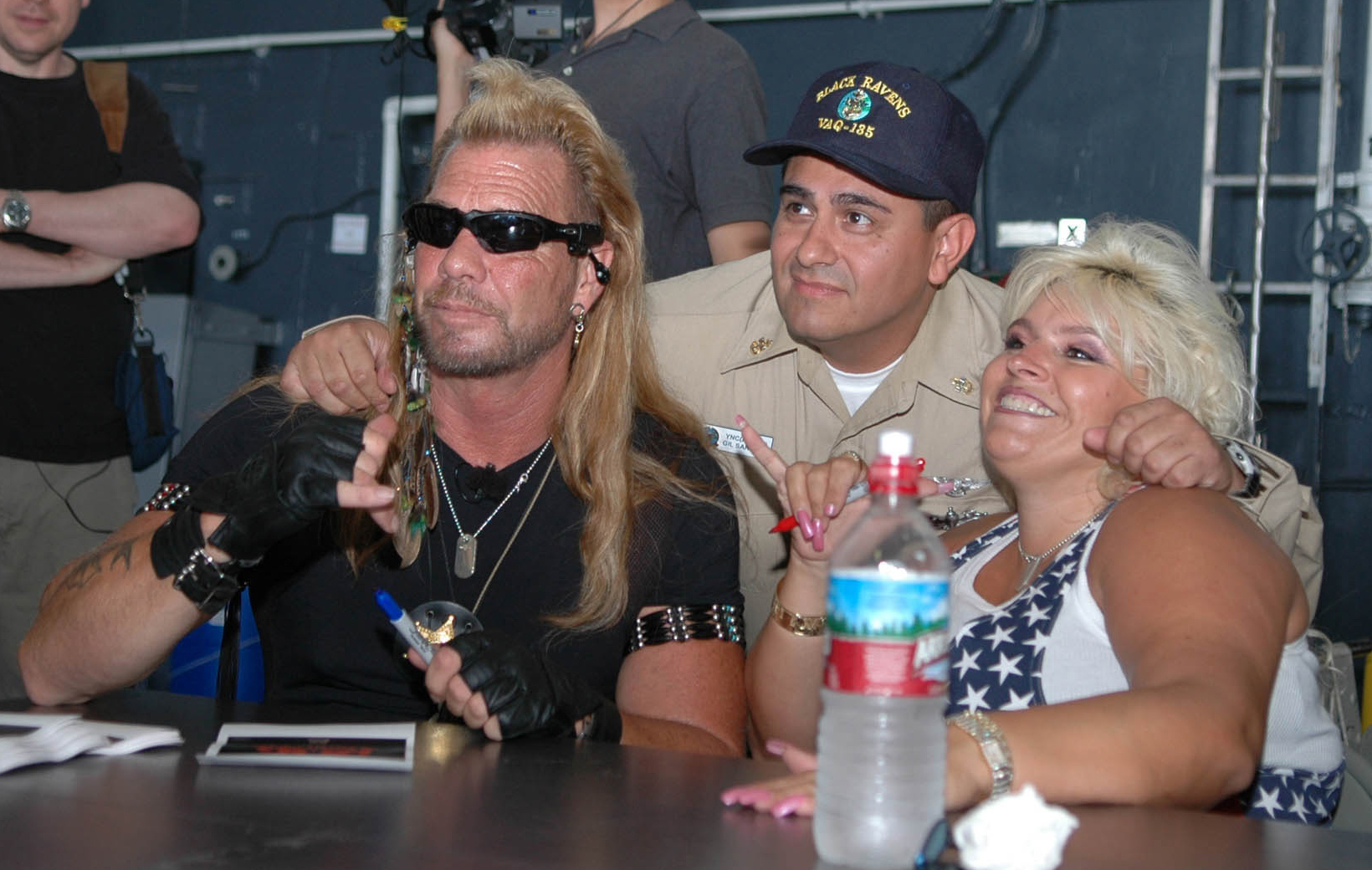
Dog y Beth Chapman firmando autógrafos durante una visita a bordo del portaaviones USS Nimitz el 20 de mayo de 2005 en Pearl Harbor, Hawaii.

Su segundo matrimonio fue con Ann Tegnell, con quien tiene tres hijos, Zebadiah Chapman (1 de enero de 1980-31 de enero de 1980), Wesley Chapman (nacido el 14 de noviembre de 1980) y James Robert Chapman (nacido el 2 de marzo de 1982). Los dos se casaron el 22 de agosto de 1979 en Colorado, poco después de que Chapman fuera puesto en libertad condicional después de haber cumplido dos años de una sentencia de cinco años en la Penitenciaría del Estado de Texas por asesinato en primer grado. Se divorciaron tras el nacimiento de Wesley y se reconciliaron brevemente, lo que resultó en el nacimiento de su hijo James. Posteriormente, a Ann se le otorgó la custodia de sus dos hijos y se mudó a Utah. Wesley finalmente fue criado por su abuela materna, y ambos hijos no pudieron comunicarse con Chapman; los dos se reunieron con Chapman cuando eran adultos.
Su tercer matrimonio fue con Lyssa Rae "Big Lyssa" Brittain (apellido de nacimiento Greene). El matrimonio fue realizado por un jefe nativoamericano en las montañas de Colorado en 1982 y terminó el 20 de noviembre de 1991. Los dos se habían conocido unos días antes en un bar, mientras Lyssa todavía estaba casada con su esposo, un ministro de las Asambleas de Dios, aunque separada de él. Tuvieron tres hijos juntos, Barbara Katie Chapman (8 de junio de 1982-19 de mayo de 2006), Tucker Dee Chapman (8 de septiembre de 1983) y Lyssa Rae Chapman (10 de junio de 1987). Según esta última, ella y sus hermanos soportaron una infancia difícil, con incidentes de abuso sexual y abuso de sustancias.
Su cuarto matrimonio fue con Tawny Marie Chapman. Los dos se conocieron en 1988, después de que Chapman la arrestara por un cargo de posesión de drogas, y posteriormente ella se convirtió en su secretaria. Los dos se casaron en 1992, se separaron en 1994 y se divorciaron oficialmente en 2002. No tuvieron hijos juntos. En su autobiografía, Puedes correr pero no puedes esconderte, Chapman se refirió al matrimonio como «un desastre desde el principio», y alegó que ella era adicta a las anfetaminas.
Su quinto matrimonio fue con Alice Elizabeth "Beth" Barmore (apellido de nacimiento Smith; 29 de octubre de 1967-26 de junio de 2019), con quien mantuvo una relación intermitente, hasta que los dos se casaron el 20 de mayo de 2006 en Waikoloa Village, Hawái. Tuvieron dos hijos, Bonnie Joanne Chapman (nacida el 16 de diciembre de 1998) y Garry Chapman (7 de febrero de 2001). Chapman adoptó a la hija de Beth de su matrimonio anterior, Cecily Barmore-Chapman (nacida el 19 de junio de 1993). Chapman también ayudó a Beth a localizar y reconciliarse con su hijo, Dominic Davis, quien nació cuando ella era una adolescente y posteriormente fue puesto en adopción. Dog y Beth operaban juntos Da'Kine Bail Bonds. Beth murió el 26 de junio de 2019 en Honolulu como resultado de un cáncer de garganta. Era fumadora de cigarrillos de toda la vida y le habían diagnosticado la enfermedad en 2017. La familia apareció en una serie de A&E titulada Dog and Beth: Fight of Their Lives.
El 23 de agosto de 2021, TMZ informó que Chapman estaba comprometido con Francie Frane. Los dos se conocieron seis meses después del fallecimiento de Beth y, al igual que Chapman, Frane había enviudado recientemente y había perdido a su esposo, Robert "Bob" Frane, en diciembre de 2018. Anunciaron su compromiso en mayo de 2020 y se casaron en Colorado el 2 de septiembre de 2021.
Chapman tiene un hijo fuera del matrimonio, su hijo mayor, Christopher Michael Hecht (nacido en 1972), que nació de su exnovia, Debbie White, mientras cumplía una sentencia de prisión de 18 meses. Debbie ocultó su embarazo a Chapman y se suicidó en 1978, lo que llevó al niño a ser adoptado por Keith y Gloria Hecht. Según las fuentes, Hecht ha luchado contra la adicción a las drogas y el alcohol desde al menos 1991, y tiene un largo historial criminal en el que se incluyen delitos de odio.